# Шелтон, Блейк

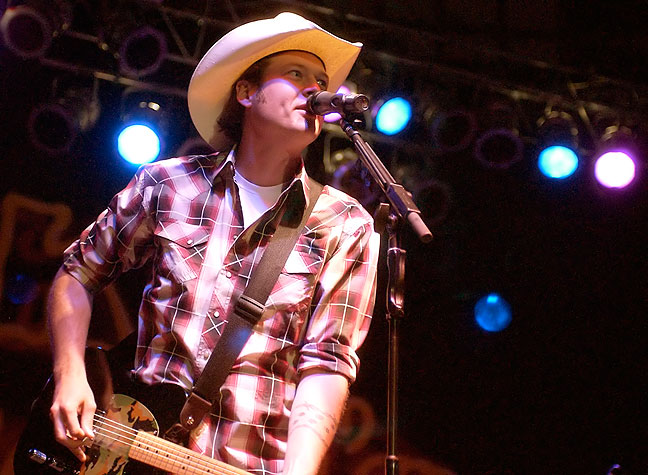
Блейк Шелтон выступает на концерте Raindance II, a в Ada, штат Оклахома летом 2007 года.

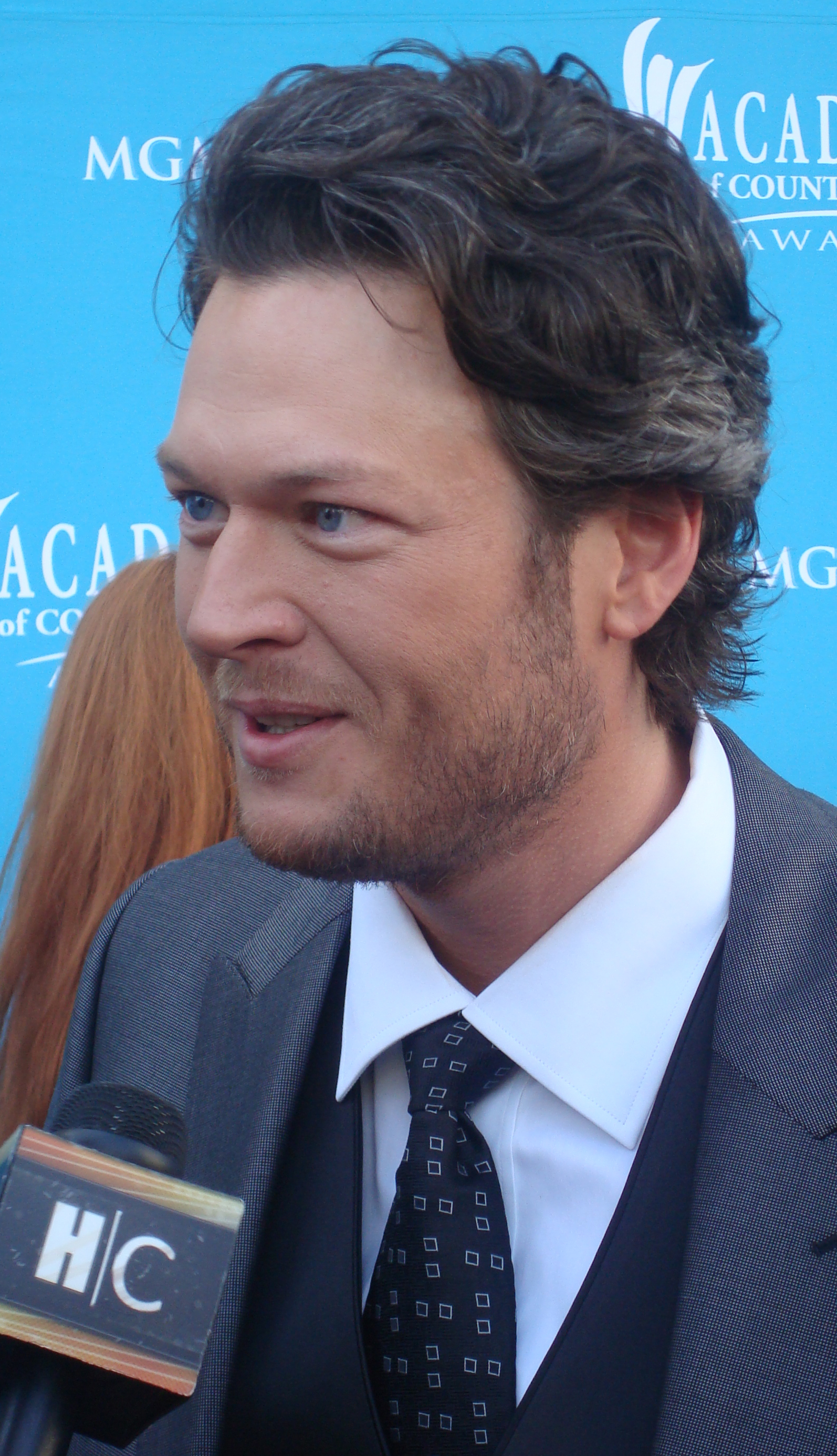
Блейк Шелтон на 45-й церемонии вручения наград Academy of Country Music Awards в 2010 году.

Блейк То́ллисон Ше́лтон (англ. Blake Tollison Shelton; род. 18 июня 1976, Эйда, Оклахома, США) — американский кантри-певец. В 2001 году дебютировал с синглом «Austin», который занял первое место в чарте Billboard Hot Country Songs. Первый альбом Шелтона получил статус платинового, второй золотого — The Dreamer (2003, золотой) и Blake Shelton’s Barn & Grill (2003, платиновый). Четвёртый альбом Шелтона Pure BS вышел в 2007 году (золотой), а пятый — Startin’ Fires, в ноябре 2008 года. Все следующие диски достигали платинового или золотого статуса: Red River Blue (2011, платиновый), Cheers, It’s Christmas (2012, золотой), Based on a True Story… (2013, платиновый), Bringing Back the Sunshine (2014, платиновый), If I’m Honest (2016, золотой), Texoma Shore (2017, золотой).
К декабрю 2020 года Шелтон выпустил 40 синглов, включая 28 чарттопперов, 17 из которых шли подряд. Его 11-й хит номер один («Doin’ What She Likes») побил рекорд по наибольшему числу чарттопперов подряд в Country Airplay за все 24 года этого чарта. Он имеет 9 номинаций на Grammy Award.
Шелтон также известен своей ролью судьи на телевизионных песенных конкурсах Nashville Star, Clash of the Choirs и как наставник на вокальном телешоу канала NBC The Voice. Он был в «Голосе» с момента его создания в 2011 году, и до 2023 года в девяти из двадцати трёх сезонов (2—4, 7, 11, 13, 18, 20 и 22) член его команды выигрывал.

## Биография
Шелтон родился 18 июня 1976 года в городе Эйда, штат Оклахома и начал петь в раннем возрасте. В 16 лет выиграл премию Denbo Diamond Award в своем родном штате. В 17 лет он переехал в Нашвилл, где начал записывать свои песни.
17 января 2012 отец Блейка, Дик, скончался на 71-м году жизни в Оклахоме. Брат певца, Ричи, умер в 1990 году, на тот момент Блейку было 14 лет. Шелтон и Ламберт написали о нём песню «Over you», которая была названа песней года 2012 на премии CMA.
По данным журнала Forbes, певец в 2016 году заработал 24 миллиона долларов. И занял 9-е место в списке самых высокооплачиваемых кантри-исполнителей.

## Синглы
Всего в Billboard Hot Country Songs попало более 30 синглов. Из них в кантри-чарте 24 были на первом месте, включая 17 подряд в кантри-чарте США Country Airplay за всю его 24-летнюю историю. Рекорд был установлен его 11-м чарттоппером («Doin’ What She Likes»). Среди них: «Austin» (2001), «The Baby» (2003), «Some Beach» (2004—2005), «Home» (2008), «She Wouldn’t Be Gone» (2009), «Hillbilly Bone» (2010; дуэт вместе с Trace Adkins), «All About Tonight» (2010), «Who Are You When I’m Not Looking» (2011), «Honey Bee» (2011), «God Gave Me You» (2011), «Drink on It» (2011—2012), «Over» (2012), «Sure Be Cool If You Did» (2013), «Sangria» (2015), «Came Here to Forget» (2016), «Forever Country» (2016).
Песня «Over» стала 12-м хитом № 1 в кантри-чарте для певца и 4-м подряд чарт-топером с его альбома Red River Blue после «Honey Bee» (4 недели), «God Gave Me You» (3 недели) и «Drink on It» (2 недели).
29 марта 2019 года вышел сингл «God’s Country», первый с альбома-сборника Fully Loaded: God’s Country, который стал 14-м чарттопером Шелтона в Hot Country Songs.

## Альбомы
Студийные альбомы
- Blake Shelton (2001)
- The Dreamer (2003)
- Blake Shelton’s Barn & Grill (2004)
- Pure BS (2007)
- Startin’ Fires (2008)
- Red River Blue (2011)
- Cheers, It’s Christmas (2012)
- Based on a True Story… (2013)
- Bringing Back the Sunshine (2014)
- If I’m Honest (2016)
- Texoma Shore (2017)
- Body Language (2021)
- For Recreational Use Only (2025)

Мини-альбомы
- Blake Shelton: Collector’s Edition (2008)
- Hillbilly Bone (2010)
- All About Tonight (2010)

Сборники
- Blake Shelton — The Essentials (2009)
- Loaded: The Best of Blake Shelton (2010)
- Reloaded: 20 #1 Hits (2015)
- Fully Loaded: God’s Country (2019)

## Личная жизнь
В 2003—2006 годах был женат на Кэйнетт Герн. 14 мая 2011 он женился на кантри-певице Миранде Ламберт. В июле 2015 года их пара после четырёх лет совместной жизни распалась. Пара обратилась к своим поклонникам: «Это не то будущее, на которое мы надеялись, и с тяжёлым сердцем сообщаем, что движемся вперед по отдельности. Мы реальные люди, с реальной жизнью, с реальными членами семьи, друзьями и коллегами. Поэтому мы просим отнестись с пониманием к вопросу о неприкосновенности частной жизни».
С октября 2015 года встречался с певицей Гвен Стефани. 3 июля 2021 года они поженились на ранчо в Оклахоме.

## Награды и номинации

### Academy of Country Music Awards
Источник:
| Год  | Категория                           | Номинируемая работа                                                        | Результат |
| ---- | ----------------------------------- | -------------------------------------------------------------------------- | --------- |
| 2001 | Top New Male Vocalist               | Blake Shelton                                                              | Номинация |
| 2002 | Top New Male Vocalist               | Blake Shelton                                                              | Номинация |
| 2003 | Vocal Event of the Year             | «The Truth About Men» (with Tracy Byrd, Andy Griggs and Montgomery Gentry) | Номинация |
| 2010 | Vocal Event of the Year             | «Hillbilly Bone» (with Trace Adkins)                                       | Победа    |
| 2011 | Top Male Vocalist                   | Blake Shelton                                                              | Номинация |
| 2011 | Video of the Year                   | «Hillbilly Bone» (with Trace Adkins)                                       | Номинация |
| 2012 | Entertainer of the Year             | Blake Shelton                                                              | Номинация |
| 2012 | Male Vocalist of the Year           | Blake Shelton                                                              | Победа    |
| 2013 | Male Vocalist of the Year           | Blake Shelton                                                              | Номинация |
| 2013 | Gene Weed Special Achievement Award | Blake Shelton                                                              | Победа    |
| 2013 | Entertainer of the Year             | Blake Shelton                                                              | Номинация |
| 2013 | Song of the Year                    | «Over You» (writer)                                                        | Победа    |
| 2014 | Song of the Year                    | «Mine Would Be You»                                                        | Номинация |
| 2014 | Album of the Year                   | Based on a True Story...                                                   | Номинация |
| 2014 | Vocal Event of the Year             | «Boys 'Round Here» (feat. Pistol Annies)                                   | Номинация |
| 2014 | Entertainer of The Year             | Blake Shelton                                                              | Номинация |
| 2014 | Male Vocalist of The Year           | Blake Shelton                                                              | Номинация |
| 2017 | Vocal Event of the Year             | «Forever Country» (with Artists of Then, Now & Forever)                    | Номинация |
| 2017 | Video of the Year                   | «Forever Country» (with Artists of Then, Now & Forever)                    | Победа    |

### American Country Awards
| Год  | Категория                                        | Номинируемая работа (реципиент)          | Результат | Ref.   |
| ---- | ------------------------------------------------ | ---------------------------------------- | --------- | ------ |
| 2010 | Music Video of the Year                          | «Hillbilly Bone» (with Trace Adkins)     | Победа    | [ 16 ] |
| 2010 | Male Music Video of the Year                     | «Hillbilly Bone» (with Trace Adkins)     | Победа    | [ 16 ] |
| 2011 | Male Artist of the Year                          | Blake Shelton                            | Номинация | [ 17 ] |
| 2011 | Music Video of the Year                          | «Who Are You When I'm Not Looking»       | Победа    | [ 17 ] |
| 2011 | Music Video by a Male Artist                     | «Who Are You When I’m Not Looking»       | Победа    | [ 17 ] |
| 2012 | Album of the Year                                | «Red River Blue»                         | Номинация | [ 18 ] |
| 2012 | Music Video of the Year                          | «God Gave Me You»                        | Номинация | [ 18 ] |
| 2012 | Music Video by a Male                            | «God Gave Me You»                        | Номинация | [ 18 ] |
| 2013 | Artist of the Year                               | Blake Shelton                            | Номинация |        |
| 2013 | Male Artist of the Year                          | Blake Shelton                            | Номинация |        |
| 2013 | Album of the Year                                | Based on a True Story...                 | Победа    |        |
| 2013 | Single by a Male Artist                          | «Sure Be Cool If You Did»                | Победа    |        |
| 2013 | Single by a Vocal Collaboration                  | «Boys 'Round Here» (feat. Pistol Annies) | Номинация | [ 19 ] |
| 2013 | Great American Country — Music Video of the Year | «Sure Be Cool If You Did»                | Победа    |        |
| 2013 | Music Video by a Male Artist                     | «Sure Be Cool If You Did»                | Победа    |        |

### ASCAP Awards
Американское общество композиторов, авторов и издателей  (ASCAP, American Society of Composers, Authors and Publishers) вручает награды в 7 категориях, включая жанр кантри.
| Год  | Категория                        | Песня                                      | Результат | Ref.   |
| ---- | -------------------------------- | ------------------------------------------ | --------- | ------ |
| 2002 | Award-winning Song               | «Austin»                                   | Победа    | [ 20 ] |
| 2003 | Song of the Year                 | «All Over Me»                              | Победа    | [ 21 ] |
| 2003 | Song of the Year                 | «The Baby»                                 | Победа    | [ 21 ] |
| 2005 | Top 5 Songs                      | «Some Beach»                               | Победа    | [ 22 ] |
| 2008 | Top 5 Songs                      | «Don't Make Me»                            | Победа    | [ 23 ] |
| 2008 | Top 5 Songs                      | «The More I Drink»                         | Победа    | [ 23 ] |
| 2009 | Most Performed Songs             | «Home»                                     | Победа    | [ 24 ] |
| 2010 | Most Performed Songs             | «Hillbilly Bone» (with Trace Adkins)       | Победа    | [ 25 ] |
| 2011 | Most Performed Songs             | «All About Tonight»                        | Победа    | [ 26 ] |
| 2011 | Most Performed Songs             | «Who Are You When I'm Not Looking»         | Победа    | [ 26 ] |
| 2012 | Song of the Year / Top 5 Song    | «Honey Bee»                                | Победа    | [ 27 ] |
| 2012 | Most Performed Song / Top 5 Song | «God Gave Me You»                          | Победа    | [ 28 ] |
| 2013 | Most Performed Songs             | «Drink on It»                              | Победа    | [ 29 ] |
| 2013 | Most Performed Songs             | «Over»                                     | Победа    | [ 29 ] |
| 2014 | Most Performed Songs             | «Boys 'Round Here» (feat. Pistol Annies)   | Победа    | [ 30 ] |
| 2014 | Most Performed Songs             | «Mine Would Be You»                        | Победа    | [ 30 ] |
| 2014 | Most Performed Songs             | «Sure Be Cool If You Did»                  | Победа    | [ 30 ] |
| 2015 | Award-winning Song               | «My Eyes» (featuring Gwen Sebastian)       | Победа    | [ 31 ] |
| 2015 | Award-winning Song               | «Lonely Tonight» (featuring Ashley Monroe) | Победа    | [ 31 ] |
| 2015 | Award-winning Song               | «Neon Light»                               | Победа    | [ 31 ] |
| 2016 | Top 5 Song                       | «Gonna»                                    | Победа    | [ 32 ] |
| 2016 | Award-winning Song               | «Sangria»                                  | Победа    | [ 32 ] |

### Grammy Awards
| Год  | Категория                              | Номинируемая работа                                   | Результат | Ref.   |
| ---- | -------------------------------------- | ----------------------------------------------------- | --------- | ------ |
| 2011 | Best Country Collaboration with Vocals | «Hillbilly Bone» (featuring Trace Adkins)             | Номинация |        |
| 2012 | Best Country Album                     | Red River Blue                                        | Номинация | [ 33 ] |
| 2012 | Best Country Solo Performance          | «Honey Bee»                                           | Номинация | [ 33 ] |
| 2013 | Best Country Solo Performance          | «Over»                                                | Номинация | [ 34 ] |
| 2014 | Best Country Solo Performance          | «Mine Would Be You»                                   | Номинация |        |
| 2014 | Best Country Album                     | Based on a True Story...                              | Номинация |        |
| 2016 | Best Country Duo/Group Performance     | «Lonely Tonight» (при участии Ashley Monroe)          | Номинация | [ 35 ] |
| 2017 | Best Music Film                        | American Saturday Night: Live From The Grand Ole Opry | Номинация | [ 36 ] |